# Histoire transnationale
L’histoire transnationale est un courant et une discipline historique s’intéressant aux interactions et interdépendances des sociétés contemporaines.   
L’étude de cette discipline porte en particulier sur l’histoire des mouvements et réseaux transnationaux ainsi que sur la circulation des acteurs, des idées, des biens et des capitaux. Ont aussi une place de choix dans l’étude de l’histoire transnationale les organisations internationales, les fondations philanthropiques et les ONG, car ce sont des espaces d’échanges, de transferts et d’élaboration de nouvelles idées.   

## Historique du mouvement
L’histoire transnationale est un courant historiographique proche de l’histoire globale. Elle apparait au début des années 1960 et connait un développement important avec l’apparition des études postcoloniales.  
Les prémices de l’Histoire globale (ou world history) datent de 1963, avec la publication de l’étude « The rise of the West. A history of the human community » par l’historien américain William McNeill. Le mouvement connaît un coup d’accélérateur dans les années 1960-1970 avec l’apparition des études subalternes et des études postcoloniales (dont les origines se trouvent chez les chercheurs britanniques des années 1960: Raymond Williams, Edward Thomson et Stuart Hall). Toutefois, la perspective transnationale à proprement parler est également le résultat de recherches antérieures sur l’impérialisme ou l’industrialisation, recherches remontant parfois à Marc Bloch.     
Le terme « transnational » apparaît dans les années 1960 et 1970 dans le cadre de la « politique transnationale » ou des « relations transnationales » prônées par Karl Kaiser, Walter Bühl, Robert Keohane et Josef Nye. À partir des années 1990, certains chercheurs se penchent sur le concept (Ian Tyrell) mais le terme transnational reste à définir. En effet, au départ, celui-ci était interchangeable avec l’adjectif transfrontalier (cross-border/cross-national en anglais). La plupart d’entre eux considéraient les mouvements et les échanges transfrontaliers comme inclus dans l’histoire internationale. Il y a eu donc pendant quelque temps un amalgame dans la communauté scientifique entre histoire transnationale et histoire internationale, cette dernière étudiant les interactions entre États, et ce à tous les niveaux (diplomatique, économique, éducatif…).    
La popularité de la perspective transnationale va de pair avec les phénomènes politiques, économiques et culturels actuels. En particulier depuis les années 1990, avec la fin de la guerre froide, se développe une volonté de traiter les questions des sciences historiques et sociales de façon « mondialisée ». En outre, se crée un intérêt général pour les problèmes de l'histoire du monde. L’idée défendue est que des événements s’étant déroulés dans différentes parties du monde, ont influencé le déroulement de l’histoire. L’histoire transnationale se développe surtout dans les mondes germaniques et anglo-saxons à partir des années 1980-1990.    

En 1997, Akira Iriye dans son livre Cultural Internationalism and World Order, essaye de définir ce que signifie le terme transnational :     
« Il s’agissait là d’une tentative d’écrire l’histoire internationale, non pas sous l’angle des relations des États entre eux mais plutôt de montrer comment des organisations privées ou semi-privées ainsi que des institutions internationales ont participé à définir un ordre mondial reposant sur une compréhension dépassant les frontières nationales et culturelles. Dans ce cas, les rôles principaux étaient tenus par les individus, les fondations, les organisations religieuses ainsi que, d’une part, les organisations non gouvernementales et celles à but non lucratifs et, de l’autre, les organisations intergouvernementales. Ces acteurs non-étatiques entretenaient leur propre vision et cherchaient à créer un monde fondé et construit sur des postulats différents de ceux définis par les grandes puissances et les États souverains. » 
Au début des années 2000, l’Histoire transnationale tend ainsi à former un champ d’étude spécifique où la notion d’État n’est plus l’unique paramètre de l’identité humaine.    
L’année 2009 marque un tournant pour ce courant et son installation définitive dans le paysage historiographique, avec la publication du Palgrave Dictionary of Transnational History, publié sous l’impulsion de Pierre-Yves Saunier et composé de plus de 450 entrées. Ce dictionnaire pose les bases du phénomène transnational et de son étude.

## Méthodologie de l’historiographie transnationale
La démarche transnationale se caractérise par le refus catégorique de toute forme d’ethnocentrisme ; l’histoire transnationale se focalise sur le fonctionnement des connexions en tant que forces centrales des processus historiques. En conséquence, lors du processus de « transnationalisation » d’un discours historique, il s’agit principalement d’examiner ce que l’on pourrait appeler les relations transfrontalières. 
Parmi les outils d’analyse développés ou adoptés par l’histoire transnationale se retrouvent le concept de comparaison historique, centré sur l’étude comparative entre des sociétés proches ou éloignées et le concept de transfert, centré sur l’étude des influences d'une société sur une autre prenant en compte les spécificités du contexte d'appropriation. 

### Comparaison historique
La comparaison historique est la méthode la plus ancienne: elle consiste en une comparaison des phénomènes, des processus et des structures de deux ou plusieurs entités géopolitiques et elle privilégie une étude synchronique, permettant la mise en évidence des différences et des similitudes entre ces entités. 
L’analyse comparative présente cependant quelques risques ; les points de départ des analyses s'appuient sur des phénomènes nationaux; ce qui peut biaiser la perspective d'analyse, en présentant un risque de projection et d’extrapolation. Ce risque fait que plusieurs historiens, en particulier dans le champ des études anticoloniales et postcoloniales, se montrent méfiants vis-à-vis des comparaisons. 

### Les transferts
La méthode des transferts met l’accent sur l’interdépendance entre les cultures, les régions et les économies entre des sociétés proches et/ou éloignées : elle centre son étude sur l’influence réciproque entre deux ou plusieurs cultures, portant surtout son intérêt sur les rapports culturels et socio-économiques. Cette approche met en évidence l’impact des influences étrangères au sein des évolutions culturelles, sociales et politiques d’une société locale. 
En pratique, ces deux perspectives sont complémentaires ; la comparaison est, en effet, une condition à la compréhension des transferts et est donc un outil important pour leur analyse.

### Problèmes méthodologiques
L'approche transnationale est exposée à des problèmes méthodologiques particuliers en raison de son approche très large. 

#### Relation avec le concept «national»
Le terme de « nation » existe toujours dans le lexique de l’Histoire transnationale. Klaus Kiran Patel explique que l'histoire transnationale n'est pas une « antithèse de l'histoire nationale conventionnelle ». Les justifications du maintien du concept de «nation» varient considérablement. D'une part, les « nations » constituent le point de départ de l’analyse transnationale, et ce même si l’idée de nation peut exprimer plusieurs notions différentes : en tant que telle, en tant qu’État-nation ou de sentiment national. Le problème est que la "nation" n'est pas une entité naturelle, mais une construction intellectuelle. Chaque interprétation représente donc une approche particulière de l'histoire. Cependant, on distingue les « cultures nationalisées » (qui est le seul discours partiellement délimité) du pathos du « sentiment national ». Elles offrent ainsi une possibilité de réflexion sur ce problème.

#### Problèmes de langue et de traduction
Contrairement à d'autres disciplines historiques qui n’évoluent que dans un seul registre langagier, l'histoire transnationale est confrontée à un problème linguistique fondamental. Il existe une variété de problèmes internes à une même langue, notamment en ce qui concerne l’interprétation des objets linguistiques et écrits. Par définition, l’Histoire transnationale ne traverse pas seulement les frontières nationales, mais aussi les langues. Cela pose donc la question de la compréhension et de la traduction des termes et expressions utilisés. C'est un champ potentiellement infini de «non-unicité [du langage, à cause de] son flou et de sa portée, […] puis à cause de la communication originale et essentiellement des différents langages entre eux à travers l'histoire[…] ». Ce problème ne peut probablement pas être contourné.

### Apports de la recherche historique transnationale
Premièrement, l'approche transnationale est une ouverture, une extension positive de l'histoire nationale. Elle offre de nouvelles approches par des contextes historiques élargis et des perspectives nouvelles, auparavant inaccessibles à cause de la limitation nationale de l’historiographie. Grâce à l'orientation transnationale, il est possible d’appréhender des ensembles plus larges que l'État-nation. Une des principales conséquences de ce phénomène est la remise en question de l’eurocentrisme traditionnel des historiographies européennes. Deuxièmement, une analyse transnationale permet une meilleure compréhension des événements locaux et régionaux grâce à l'étude de la perméabilité croissante des frontières politiques nationales.

## Les notions mobilisées par l’histoire transnationale
La comparaison, le transfert, l’imbrication mutuelle ou plutôt les intrications (entanglement), les connexions et les influences réciproques (explorer la manière dont se font les réceptions et les réappropriations) sont autant de concepts mobilisés et exploités par les tenants de l’histoire transnationale. 
Le choix de circonscrire les recherches à un cadre national est remis en question par l’histoire transnationale: elle se veut plus large et complexe. Son cadre temporel se limite à l’époque contemporaine, soit les 250 dernières années. Son objet porte sur des organismes transnationaux (mouvements politiques internationaux, syndicats, ONG, etc.) ou sur les acteurs issus de ces sociétés étatiques. Ainsi, il ne s’agit pas de faire une histoire des nations et de leurs interactions, mais une histoire avec les nations, les englobant comme éléments pouvant être constitutifs mais non prédominants. 
Ces mêmes nations et autres types d’entités seraient le fruit des échanges et de la circulation d’idées, de philosophies, de théories définis et appliqués par des groupes et des sociétés. Nous avons ainsi ici affaire aux réseaux, constitués par des groupes à travers les continents et qui peuvent se recouper à travers des organisations transnationales à l’instar des instances onusiennes. Les dynamiques sont à prendre en compte : celle des pratiques culturelles, des idéologies, dles philosophies au sens large. Il s'agit de voir comment celles-ci impactent ou construisent les conditions socio-politiques qui permettront de montrer les flux et les circulations des idées, biens et personnes. Les catégories se définissent mutuellement et sont à l’origine les unes des autres.
Nous pouvons donc remarquer la flexibilité conceptuelle qu’emprunte l’histoire transnationale qui, tout en reconnaissant des notions comme pays, frontières ou diasporas, cherche à s’en émanciper quand ces dernières restreignent le champ de recherche. La circulation, les échanges et les contacts apparaissent comme un outil conceptuel pratique ouvrant la voie à des études sur les différents groupes cités précédemment. L’interpénétration entre les sociétés ne doit pas seulement être étudiée en surface; la plus-value que peut apporter l’historien consiste à montrer la réalité effective des influences réciproques. 

## Champs historiques de l'histoire transnationale

### Mémoire transnationale
Une forme particulière de l'histoire transnationale peut être trouvée dans la mémoire sociale de l'Holocauste. Tout d'abord, deux questions se posent : à qui "appartient" la mémoire de l'Holocauste ? Existe-t-il un groupe ayant droit à un "monopole de la mémoire" ?  L'idée d'"obliger" les autres États, nations ou groupes sociaux "à se souvenir" prend de l'importance. De cette manière, le monde entier peut se sentir impliqué dans ce travail de mémoire. En 2002, les sociologues Natan Sznaider et Daniel Levy ont analysé la transnationalisation de la mémoire collective de l'Holocauste par le biais culturel et médiatique en Allemagne, en Israël et aux États-Unis. On y découvre un « changement dans le paysage de mémoire » de par le traitement médiatique du souvenir de l'Holocauste. En effet, "l'Hollywoodisation" du sujet (en utilisant les adaptations du journal d'Anne Frank, la diffusion du procès Eichmann, la série télévisée Holocauste en 1978, le film La Liste de Schindler en 1993...) a permis à un vaste public au niveau mondial de se familiariser avec ce pan sombre de l'Histoire. Par la même occasion, des États, comme Israël ou l'Allemagne, ont perdu leur influence majoritaire sur la mémoire collective ou mondialisée de la Shoah. Les médias et la culture transnationaux remplacent les influences nationales.

### Les études postcoloniales
Une des formes de l’historiographie transnationale sont les « études postcoloniales ». Prônées principalement par les représentants des anciennes colonies occidentales, elles cherchent à mettre en évidence les conséquences socio-culturelles de la domination coloniale ainsi que l'influence mutuelle entre les colonies et leurs anciennes métropoles. Concrètement, des thèmes comme les expériences d'oppression, de résistance, le genre, la migration, etc., sont étudiés dans les contextes postcoloniaux. Comme le montre l'essai d'Edward Saïd, L'Orientalisme, qui étudie la conception de l' « Orient » par l'Occident et les manières occidentales de penser cet Orient, l’intérêt pour les études post-coloniales se fait de plus en plus grand depuis les dernières années du xxe siècle. Comme dans les autres formes d'études transnationales, les approches postcoloniales montrent l'influence réciproque entre colonisés et colonisateurs. Les « études postcoloniales » offrent ainsi la possibilité de découvrir les liens coloniaux et les conséquences du colonialisme dans le monde européen et de démontrer comment le colonialisme a influencé l'image de l'Europe sur les sociétés européennes. 